# Kaszentínai nemzetközi repülőtér
A Kaszentínai repülőtér (IATA: CZL, ICAO: DABC) Algéria egyik nemzetközi repülőtere, amely Kaszentína közelében található. Éves utasforgalma 1 116 415 fő (2016).

## Futópályák
A repülőtér futópályái:
- 13/31 (2400 m, 45 m, aszfalt)
- 16/34 (3000 m, 45 m, bitumen)

## Légitársaságok és úticélok
| Légitársaság     | Célállomások |
| ---------------- | --- |
| Air Algérie      | Adrar, Algiers, Basel/Mulhouse, Béchar, Ghardaia, Hassi Messaoud, Istanbul, Lille, Lyon, Marseille, Nizza, Oran, Ouargla, Párizs–Charles de Gaulle, Paris–Orly, Tamanrasset, Tindouf Szezonális: Metz/Nancy, Toulouse |
| Tassili Airlines | Algiers, Hassi Messaoud, Strasbourg |
| Transavia        | Lyon, Montpellier, Párizs–Orly |
| TUI fly Belgium  | Charleroi |
| Tunisair         | Tunis |
| Turkish Airlines | Istanbul |
| Volotea          | Marseille (2021 szeptember 18-tól) |

## Forgalom
Az utasforgalom az elmúlt években az alábbi módon változott:
| Utasok száma | 585 412 | 638 019 | 685 059 | 667 473 | 691 142 | 801 130 | 855 239 | 1 049 837 | 1 099 473 | 236 848 |
|              | 2006    | 2008    | 2009    | 2011    | 2012    | 2014    | 2015    | 2017      | 2018      | 2020    |